# Ceftriaxona
La ceftriaxona és un antibiòtic emprat per al tractament de diverses infeccions bacterianes, com ara infeccions de l'orella mitjana, endocarditis, meningitis, pneumònia, osteomielitis, infeccions intraabdominals, infeccions cutànies, infeccions del tracte urinari, gonorrea o la malaltia inflamatòria pelviana. De vegades s'empra abans d'una cirurgia o després d'una ferida per mossegada per intentar prevenir una infecció. La ceftriaxona es pot administrar per via intravenosa o intramuscular.

## Efectes col·laterals i mecanisme d'acció
Els efectes adversos més habituals inclouen dolors en el punt de la injecció i reaccions al·lèrgiques. Altres possibles efectes adversos inclouen la diarrea associada a Clostridium difficile, anèmia hemolítica, patologia de la via biliar i convulsions. No està recomanada en pacients que hagin patit reaccions anafilàctiques a la penicil·lina, però es pot emprar en aquells casos en què les reaccions han estat lleus. La formulació intravenosa no s'hauria d'administrar amb calci intravenós. Hi ha certa evidència que indica que la ceftriaxona és relativament segura durant l'embaràs i la lactància. La ceftriaxona és una cefalosporina de tercera generació que té com a mecanisme d'acció evitar que el bacteri formi una paret cel·lular.

## Història, societat i cultura
La ceftriaxona es va patentar el 1978 i va ser aprovada per a ús mèdic el 1982. Es troba a la Llista model de Medicaments essencials de l'OMS, que conté els medicaments més efectius i segurs que requereix tot sistema de salut. Està disponible com a medicament genèric.

## Ús mèdic

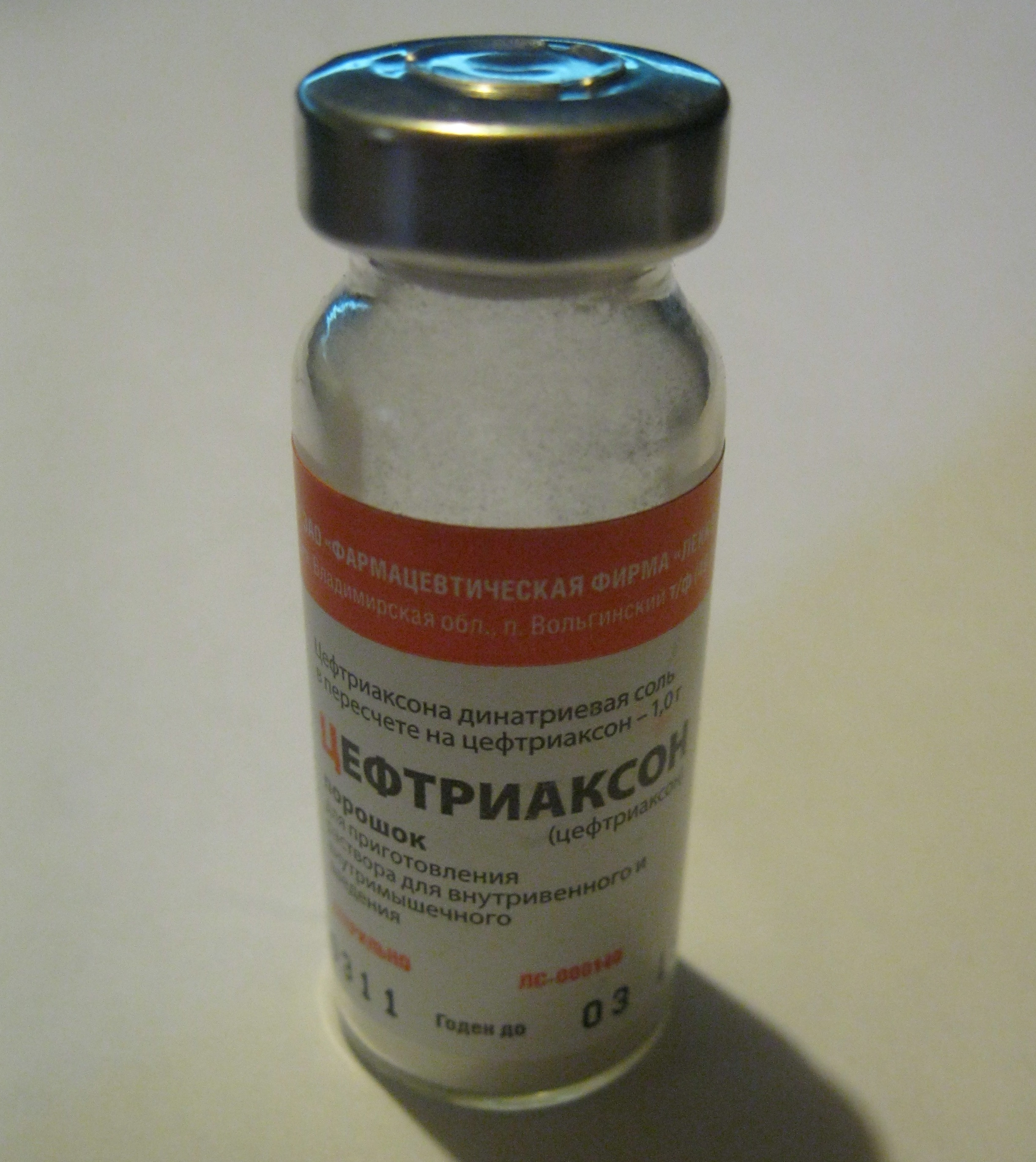
Un vial de ceftriaxona, manufacturat i venut a Rússia

La ceftriaxona i altres cefalosporines de tercera generació s'empren per tractar organismes que tendeixen a ser resistents a altres antibiòtics. A causa de resistències emergents, la ceftriaxona no s'hauria d'emprar pel tractament d'infeccions causades per Enterobacter. Abans d'utilitzar la ceftriaxona, és important determinar la susceptibilitat del bacteri causant de la infecció. Si es considera la possibilitat d'una sèpsia, es pot iniciar una teràpia empírica abans de determinar la susceptibilitat bacteriana.
Els usos mèdics inclouen: infeccions del tracte respiratori inferior, otitis mitjana aguda bacteriana, infeccions cutànies, infeccions urinàries, Gonorrea no complicada (en combinació amb doxiciclina o azitromicina segons els Centres per al Control i Prevenció de Malalties dels Estats Units, però no es recomana administrar de forma aïllada per perill de desenvolupament de resistències), malaltia inflamatòria pelviana, sèpsia bacteriana, infeccions intraabdominals, meningitis per pneumococ, meningococ i Haemophilus influenzae (però no Listeria monocytogenes), malaltia de Lyme i profilaxi quirúrgica.

### Espectre d'activitat
Com altres cefalosporines de tercera generació, la ceftriaxona és activa contra Citrobacter spp., Serratia marcescens i soques d'Haemophilus i Neisseria productores de beta-lactamases Al contrari que la ceftazidima i la cefoperazona, la ceftriaxona no és activa contra Pseudomonas aeruginosa. Generalment tampoc és activa contra Enterobacter spp. i hauria d'evitar-se en el tractament d'infeccions causades per aquests microorganismes (fins i tot si mostren susceptibilitat antibiòtica) per la presència de resistències emergents. Alguns organismes (Citrobacter, Providencia i Serratia) tenen l'habilitat d'esdevenir resistents mitjançant la formació de cefalosporinases (enzims que hidrolitzen les cefalosporines, inactivant-les).

### Formulacions disponibles
La ceftriaxona pot administrar-se per via intramuscular o intravenosa. No s'hauria d'utilitzar dilucions que continguin calci: no és convenient administrar la ceftriaxona en dilucions càlciques per via intravenosa amb altres fàrmacs que tinguin aquestes dilucions perquè es pot formar un precipitat ceftriaxona–calci.

### Poblacions específiques

#### Embaràs
La ceftriaxona té una categoria B de risc en l'embaràs. No s'ha observat la presència de malalties congènites en estudis amb animals, però existeix una manca d'estudis ben controlats i realitzats en dones gestants.

#### Lactància
La llet materna pot contenir concentracions reduïdes de ceftriaxona, les quals no s'espera que causin efectes adversos en nadons lactants. Igualment es recomana administrar amb precaució la ceftriaxona en dones lactants.

#### Nounats
En nounats hiperbilirrubinèmics està contraindicat l'ús de ceftriaxona: pot competir amb la bilirrubina i desplaçar-la de la seva unió amb l'albúmina, incrementant el risc d'encefalopatia.

#### Ancians
Els estudis clínics no han mostrat diferències quant a eficàcia i seguretat en pacients geriàtrics respecte altres pacients més joves, però no es pot descartar certs casos amb més sensibilitat a aquest fàrmac.

## Efectes adversos
Encara que sigui un fàrmac generalment ben tolerat, les reaccions adverses associades amb la ceftriaxona més comunes són canvis en el recompte de glòbuls blancs, reaccions locals en el lloc d'administració, rash i diarrea.
Els efectes adversos amb una incidència superior a l'1% són els següents: eosinofília (6%), trombocitosi (5.1%), elevacions en enzims hepàtics (3.1–3.3%), diarrea (2.7%), leucopènia (2.1%), elevació en BUN (1.2%), reaccions locals (dolor, sensibilitat, irritació, 1%) i rash (1.7%).
Alguns efectes adversos menys freqüents (amb una incidència < 1%) són: flebitis, pruïja, febre, calfreds, nàusees, vòmits, elevacions de bilirubina, elevacions de creatinina, cefalea i mareig.
La ceftriaxona pot precipitar a la bilis, causant fang biliar, pseudolitiasi biliar i càlculs biliars, especialment en infants. Alguns efectes adversos més específics són la hipoprotrombinèmia i el sagnat. També s'ha descrit alteracions hemolítiques i insuficiències renals (aquestes últimes, infantils). Com altres antibiòtics, la ceftriaxona pot provocar diarrea associada a Clostridium difficile en grau variable: des de diarrea lleu a colitis fatal.

### Contraindicacions
La ceftriaxona no s'hauria d'emprar en cas d'al·lèrgia a la ceftriaxona o a qualsevol component de la seva formulació. Encara que hi ha una reactivitat creuada negligible entre les penicil·lines i cefalosporines de tercera generació, la ceftriaxona s'hauria d'emprar amb precaució en pacients amb hipersensibilitat o al·lèrgia greu a la penicil·lina.
Tampoc es pot administrar la ceftriaxona en nounats hiperbilirrubinèmics, especialment si són prematurs, perquè aquest fàrmac té capacitat per desplaçar la bilirubina dels llocs d'unió a l'albúmina, generant un risc potencial d'encefalopatia. També està contraindicat l'ús concomitant amb solucions que continguin calci en neonats, fins i tot si s'utilitzen vies d'administració diferents, a causa de l'existència de casos particular de precipitats calci–ceftriaxona en pulmons i ronyons de nounats.

## Mecanisme d'acció
La ceftriaxona és un antibiòtic de tercera generació del grup de les cefalosporines, i forma part de la família dels antibiòtics beta-lactàmics. De manera selectiva i irreversible, la ceftriaxona inhibeix la síntesi de la paret cel·lular bacteriana mitjançant la unió a les transpeptidases: proteïnes d'unió a penicil·lina (PBP, del'anglès peniciline-binding proteins) que catalitzen l'enllaç creuat dels polímers de peptidoglicà formant la paret cel·lular bacteriana. La paret cel·lular de peptidoglicà està composta d'unitats pentapeptídiques unides a un polisacàrid amb unitats alternades de N-acetilglucosamina i àcid N-acetilmuràmic. Les PBP es troben a la fracció terminal D-alanil-D-alanina en una unitat pentapeptídica, catalitzant la formació d'un enllaç pèptid entre el penúltim D-alanina i una unitat de glicina d'un filament de peptidoglicà adjacent, alliberant la unitat terminal D-alanina en el procés. L'estructura de la ceftriaxona imita la fracció D-alanil-D-alanila, de forma que la PBP ataca l'anell beta-lactàmic de la ceftriaxona com si fos el substrat D-alanil-D-alanina normal. L'activitat de l'enllaç creuat de peptidoglicà de les PBP té un mecanisme de reparació que ajuda a mantenir la integritat de la paret cel·lular bacteriana, per això la inhibició de les PBP implica dany i destrucció de la paret cel·lular, finalitzant amb lisi cel·lular.

## Farmacocinètica
Absorció: la ceftriaxona pot administrar-se per via intravenosa i per via intramuscular, amb una completa absorció del fàrmac en ambdós casos. No es troba disponible per via oral.
Distribució: la ceftriaxona té una bona penetració en teixits i líquids corporals, inclòs el líquid cefalorraquidi per tractar infeccions del sistema nerviós central. El volum de distribució mitjà en adults és de 5,8–13,5 litres.
Metabolisme: un 33–67% de ceftriaxona s'excreta renalment de forma inalterada, però no cal un ajustament de dosi amb pautes de fins a 2 grams diaris. La resta s'excreta per via biliar com a components inactius procedents del fetge i de la microbiota intestinal.
Eliminació: la semivida d'eliminació en persones adultes sanes és de 5,8–8,7 hores. En persones amb insuficiència renal, la semivida d'eliminació s'incrementa a 11,4–15,7 hores.

## Química
L'aspecte comercial de la ceftriaxona és una pols amb una tonalitat entre blanca i groguenca-taronjosa. Les solucions reconstitutives per a injectar tenen un color entre groc i ambre segons el temps que porti la solució reconstituïda, la concentració de ceftriaxona i el diluent emprat. Per a reduir el dolor de les injeccions intramusculars, es pot reconstituir la ceftriaxona amb lidocaïna.
La sin-configuració de la fracció de metoxioxima confereix resistència als enzims beta-lactamasa produïts per molts bacteris gramnegatius. En el lloc del grup acetil hidrolitzat de lacefotaxima, la ceftriaxona té una fracció de tiotriazolina metabòlicament estable.

## Recerca
La ceftriaxona també s'ha investigat per possible eficàcia en la prevenció de la recaiguda a l'addicció a la cocaïna.
La ceftriaxona sembla incrementar l'expressió i l'activitat del transportador d'aminoàcid excitatori 2 en el sistema nerviós central, així que tindria potencial per a reduir la toxicitat glutamatèrgica.
Per altra banda, la ceftriaxona havia mostrat propietats neuroprotectores en un nombre de malalties neurològiques, com ara l'atròfia muscular espinal i l'esclerosi lateral amiotròfica (ELA). Seguint resultats anteriors negatius a la dècada dels anys 1990, un gran assaig clínic del 2006 que provava ceftriaxona en pacients d'ELA va ser aturat prematurament perquè els resultats no mostraven els paràmetres predeterminats d'eficàcia.